# Институт за научна информация
Институт за научна информация (на английски: Institute for Scientific Information, ISI) e бивша частна канадска търговска организация, базирана в САЩ, през 1992 г. погълната от „Thomson Scientific & Healthcare“ и става известна като Thomson ISI, част от компанията Thomson (от 2006 г. – Thomson Reuters). Понастоящем функционира като подразделение Healthcare & Science business в Thomson Reuters.
ISI създава библиографски бази данни на научните публикации, тяхното индексиране въз основа на цитирания и определяне на импакт фактор, както и други статистически показатели на научните разработки. Създаден е през 1960 г. от Юджийн Гарфийлд въз основа на основаната по-рано компания Eugene Garfield Associates Inc..
Сред библиографските услуги и бази данни на ISI се включват: индексиране на цитиранията Индекс за научно цитиране (Science Citation Index, SCI), първоначално обхващащ данни от 600 списания (при създаването ѝ през 1961 г.) и разширил индексирането до 16 521 списания през 2010 г.; ежегодно публикувания Journal Citation Report, който оценява импакт факторите на всички списания, индексирани от института; както и ежегодния списък на най-цитираните учени, въз основа на който Шанхайският университет „Дзяо Тун“ съставя Академична класация на световните университети.